# Капітолій штату Міссісіпі
Капітолій штату Міссісіпі (англ. The Mississippi State Capitol (the “New Capitol”)) — адміністративна будівля, де розміщуються органи влади штату Міссісіпі. У будівлі розміщені легіслатура, кабінети губернатора, віце-губернатора, генерального прокурора штату, аудитора штату та їх співробітників. Капітолій — головна будівля штату Міссісіпі, яка розміщується в центрі міста Джексон. Споуда у стилі неокласицизму розроблена архітектором Теодором С. Лінком за участю Бернара Р. Гріна (консультант) і збудована між 1901 та 1903 роками.
Капітолій штату Міссісіпі має довжину 402 фути (≈122.5 м) по осі схід-захід і 225 футів (≈68.5 м) по осі північ-південь. Широка, симетрична громадська будівля неокласичого стилю (класичного Відродження), чотириповерхова заввишки, з високим центральним куполом. Він має композитну конструкційну систему, що складається із сталевого каркаса, охопленого цегляними стінами, які ззовні облицьовані каменем.

### Додаткові посилання
- Mississippi State Capitol [Архівовано 22 травня 2022 у Wayback Machine.] // National Park Service, National Register of Historic Places Registration Form, NPS Form 10-900
- Mississippi State Capitol (Additional Documentation) [Архівовано 23 грудня 2016 у Wayback Machine.] // National Park Service, National Register of Historic Places Registration Form, NPS Form 10-900

## Галерея фото та відео

### Фотогалереї
- Mississippi State Capitol — Jackson // Edward Crim Photography (2010) [Архівовано 23 грудня 2014 у Wayback Machine.]
- Mississippi State Capitol — Jackson // Flickr
- Mississippi State Capitol — Jackson // capitolshots.com (© Capitolshots Photography.) [Архівовано 3 грудня 2019 у Wayback Machine.]
- Mississippi State Capitol — Jackson // Capitol Store Company

### Відео(тури)
- Jackson: Mississippi State Capitol (May 16, 2019.) //